# ابوطاهر خسروانی
ابوطاهر طیّب بن محمّد  متخلّص به خسروانی (مرگ: ۳۴۲ (هجری)) از شاعران سده چهارم هجری در دورهٔ سامانی است. از زندگی او اطّلاعات چندانی در دست نیست، و از اشعارش تنها ابیات اندکی بر جای مانده است.
محمد عبده کاتب بیتی از سروده‌های خسروانی را در فطعه‌ای تضمین کرده‌است:
| به یاد جوانی کنون مویه دارم |  | بر این بیت بوطاهر خسروانی |
| «جوانی به بیهودگی یاد دارم  |  | دریغا جوانی، دریغا جوانی» |

سوزنی نیز چنین از او نام می‌برد:
| بیچاره سوزنی که به سودای غازی‌ای |  | شد همچو خسروانی خسران‌زده تنش   |
| چون خسروانی از غم غازی نحیف شد  |  | زان‌گونه سوزنی که ندانی ز سوزنش |
| ای کاش خسروانی بودی در این زمان |  | تا بودی آستان خداوند مسکنش     |

شعر زیر از اوست:
| چهارگونه کس از من به عجز بنشستند |  | کز آن چهار به من ذره‌ای شفا نرسید   |
| طبیب و زاهد و اخترشناس و افسونگر |  | به دارو و به دعا و به طالع و تعویذ |